# Keer (fleuve)
Pour les articles homonymes, voir Keer (homonymie).
Le Keer est un fleuve côtier du nord-ouest de l'Angleterre. Sur une grande partie de son cours, il constitue la frontière entre les comtés du Lancashire et de Cumbria. Il se jette dans la baie de Morecambe dans la mer d'Irlande.

## Géographie
De 15 km de longueur

## Hydrologie
Son régime hydrologique est dit pluvial océanique.